# Московская школа фотографии и мультимедиа имени Родченко
Московская школа фотографии и мультимедиа имени Ро́дченко — учебное учреждение, осуществляющее образование в области современного искусства, фотографии и видеоарта.

## История школы
Школа начала свою работу в 2006 году как структурное подразделение Московского дома фотографии. Названа в честь художника Александра Родченко.
В школе существуют 2 программы обучения: основная (бесплатная, дневная, на конкурсной основе) и дополнительная (платная, вечерняя). Обучение на дневной программе происходит в шести мастерских: «документальная фотография», «проектная фотография», «фотография, скульптура, видео», «непосредственная фотография», «интерактивные, коммуникационные и смешанные медиа», «видеоарт». Мастерская «новые медиа» включала в себя два направления: медиаарт и видеоарт до 2012 года, далее была разделена на два направления. Изначально основная программа школы была рассчитана на два года. С 2009 года программа была увеличена до двух с половиной лет. На данный момент обучение проходит три года (один год отводится на выполнение дипломного проекта). По окончании школы выпускникам выдаётся диплом, не являющийся дипломом государственного образца.
В школе проводили мастер-классы отечественные и зарубежные мастера фотографии, такие как: Ральф Гибсон, Alex Webb, Майк Хентц, Ляля Кузнецова, Александр Слюсарев, Владимир Сёмин, Валерий Щеколдин, Николай Бахарев, Hannes Wanderer и многие другие.
В выставочном зале школы постоянно проходят экспозиции работ студентов, а также групповые и персональные выставки молодых отечественных и зарубежных авторов.
Директора школы — Елена Лунгина и Ирина Успенская.

## Преподаватели школы
- Художники и фотографы: Сергей Братков, Игорь Мухин, Кирилл Преображенский, Владислав Ефимов, Алексей Шульгин, Аристарх Чернышев, Роман Минаев, Валерий Нистратов, Дмитрий Кабаков, Олег Климов, Анастасия Хорошилова, Людмила Зинченко, Татьяна Либерман, Виктор Алимпиев, Хаим Сокол, Кирилл Савченков и другие.
- Критики: Екатерина Дёготь, Александр Лаврентьев, Давид Рифф, Михаил Сидлин, Евгения Кикодзе, Сергей Хачатуров, Александр Евангели, Александра Новоженова, Глеб Напреенко, Антонио Джеуза и другие.

## Известные выпускники
- Полина Канис (1985) — российский художник, лауреат Премии Кандинского в номинации «Молодой художник года. Проект года» (2011). Премия Кандинского, 2010, лонг-лист.
- Михаил Максимов и Евгения Демина — ESF/фестиваль сверхкороткого фильма, 2013. Лучший фильм в номинации Анимация.
- Антонина Баевер — ESF/фестиваль сверхкороткого фильма, 2013. Лучший фильм в номинации ВИДЕО.
- Даниил Зинченко (1980) — Премия Кандинского, 2011. Лонг-лист.
- Андрей Луфт (1980) — Премия Кандинского, 2010, 2011. Лонг-лист.
- Ильина Татьяна (1985) — Премия Кандинского, 2011. Лонг-лист.
- Леонид Комиссаров (1987) — Премия Кандинского, 2011. Лонг-лист, финалист. Лауреат конкурса «Серебряная камера», 2010 приз банка BSGV в номинации «Архитектура».
- Софья Гаврилова (1987) — Премия Кандинского, 2012. Лонг-лист.
- Екатерина Лазарева (1978) — Премия Кандинского, 2012. Лонг-лист.
- Виктория Марченкова (1987) — Премия Кандинского, 2012. Лонг-лист.
- Елена Артеменко (1988) — Премия Кандинского, 2012. Лонг-лист.
- Саша Ауэрбах (1987) — Конкурс «Серебряная камера», 2007. Гран-при, Приз Правительства Москвы в номинации «Архитектура».
- Софья Татаринова (1984) — Конкурс «Серебряная камера», 2008. Специальный приз музея «Московский Дом фотографии» в номинации «Архитектура».
- Ирина Попова (1986) — Национальная премия «Лучший фотограф», 2009. Победитель в номинации «Фотосерия года».
- Кирилл Савченков (1987) — российский фотограф, лауреат конкурса «Серебряная камера», 2010. Гран-при в номинации «Архитектура».
- Илья Батраков — Конкурс «Серебряная камера», 2010. Приз компании NOKIA в номинации «События и повседневная жизнь». Конкурс «Серебряная камера», 2011. Приз компании Volkswagen в номинации «События и повседневная жизнь»..
- Анастасия Калеткина (1990) — Конкурс «Серебряная камера», 2011. Приз молодому фотографу до 30 лет в номинации «События и повседневная жизнь».
- Марго Овчаренко (1989) — стипендиат программы 2012—2013 г. поддержки российских молодых художников Центром современной культуры «Гараж».
- Екатерина Самуцевич (1982) — художник, участница арт-группы «Pussy Riot».
- Наталья Максимова (1986) — лауреат конкурса «Серебряная камера», 2013 в номинации «Лица».
- Данила Ткаченко (1989) и Никита Шохов (1988) — лауреаты премии World Press Photo 2014 г.
- Марина Руденко (1988) — лауреат Третьего Красноярского Международного Фестиваля Экранных и Медиа Искусств, 2013 г.
- Ольга Матвеева — первый приз ViennaPhotoBookAward за книгу «FEUD». 2014 г.
- Елена Аносова (1983) — лауреат премии World Press Photo 2017 и главный приз международного конкурса фотожурналистики имени Андрея Стенина за фотосерию «Отделение», посвященную жизни в женских тюрьмах.
- Евгений Гранильщиков (1985) — Премия Кандинского, 2012. Лонг-лист. Победитель Премии Кандинского в номинации «Молодой художник. Проект года» (2013). За проект «Позиция»[4]
- Дмитрий Венков (1980) — победитель Премии Кандинского в номинации «Молодой художник. Проект года» (2012) с видео «Безумные подражатели».[5]
- Диана Буркот (1985) — музыкант, художник, участница арт-группы «Pussy Riot» и музыкальной группы «Фанни Каплан».
- Альберт Солдатов (1980) — победитель Премии Кандинского в номинации «Молодой художник. Проект года» (2014) с видео «Бальтус».[6]
- Саша Пирогова (1986) — победитель Премии Кандинского в номинации «Молодой художник. Проект года» (2017) с видео-перформансом «MONO».[7]

## Издания
· Vidiot — российский видео-журнал, посвящённый вопросам медиаискусства.